# Bryobia vaneyndhoveni
Bryobia vaneyndhoveni är en spindeldjursart som beskrevs av Vacante 1983. Bryobia vaneyndhoveni ingår i släktet Bryobia och familjen Tetranychidae. Inga underarter finns listade.